# Rivière du Gros Morne
Rivière du Gros Morne är ett vattendrag i Kanada.   Det ligger i provinsen Québec, i den östra delen av landet, 800 km nordost om huvudstaden Ottawa.
Trakten runt Rivière du Gros Morne är nära nog obefolkad, med mindre än två invånare per kvadratkilometer.